# Чёрный капитан
«Чёрный капитан» — советский художественный фильм 1973 года снятый на киностудии имени А. Довженко режиссёром Олегом Ленциусом.
 Кинопремьера в СССР — 31 декабря 1973 года.
Картина снята на основе биографии героя Гражданской войны Григория Фёдоровича Галатона.

## Сюжет
1919 год, Гражданская война в России. Белый генерал А. И. Деникин сосредоточил свои войска в южном портовом городе. Но у них в тылу периодически совершаются диверсии красно-зелёными партизанами под командованием «Чёрного капитана». Бесшабашный и неуловимый «Чёрный капитан» привлекает к себе внимание большевистского подполья, которое для реализации своих планов решает обратиться к нему с предложением…

## Роли исполняют
- Александр Голобородько — Фёдор Фёдорович Галатенко. Командир партизанского отряда «Молния революции»
- Ирина Борисова — Галя, дочь белого офицера полковника Исленьева
- Лесь Сердюк — Осип Забурунный, начальник разведки партизанского отряда
- Евгений Гвоздëв — Чибисов, красный подпольщик
- Михаил Тягниенко — дубовец из партизанского отряда
- Сильвия Сергейчикова — Жугина, подпольщица
- Владимир Волков — Христофорыч, путевой обходчик
- Сергей Полежаев — Станислав Турский, глава контрразведки
- Родион Александров — полковник Исленьев, отец Гали, белый офицер
- Йозас Будрайтис — Брассар, коммерсант из Франции
- Игорь Сретенский — Усольцев
- Марина Юрасова — Софья Ромуальдовна, мать Гали, сестра Стася Турского

### В эпизодах
- Б. Албегов — красно-зелёный (в титрах В. Албегов)
- Константин Артёменко — белый офицер
- Борис Болдыревский — красно-зелёный
- Борислав Брондуков
- О. Жаворонок — белый казак
- Валентина Ивашёва — дама на пикнике
- Павел Индыкул
- Борис Макаров — конвоир
- Ольга Матешко — Лиза, горничная
- Вячеслав Манылов — Маточкин
- Дмитрий Миргородский — Владимир Константинович Астраханцев, сотник
- Александр Молотов
- Маргарита Криницына — монашка
- Сергей Кулинич
- Николай Олейник — красно-зелёный (в титрах М. Олейник)
- Николай Погодин — белый казак
- Виктор Полищук — начальник тюрьмы
- Елизавета Сергеева
- Сергей Сибель — Митрий, белый
- Александр Толстых
- Алим Федоринский — королевич
- Владимир Швец